# General Idea

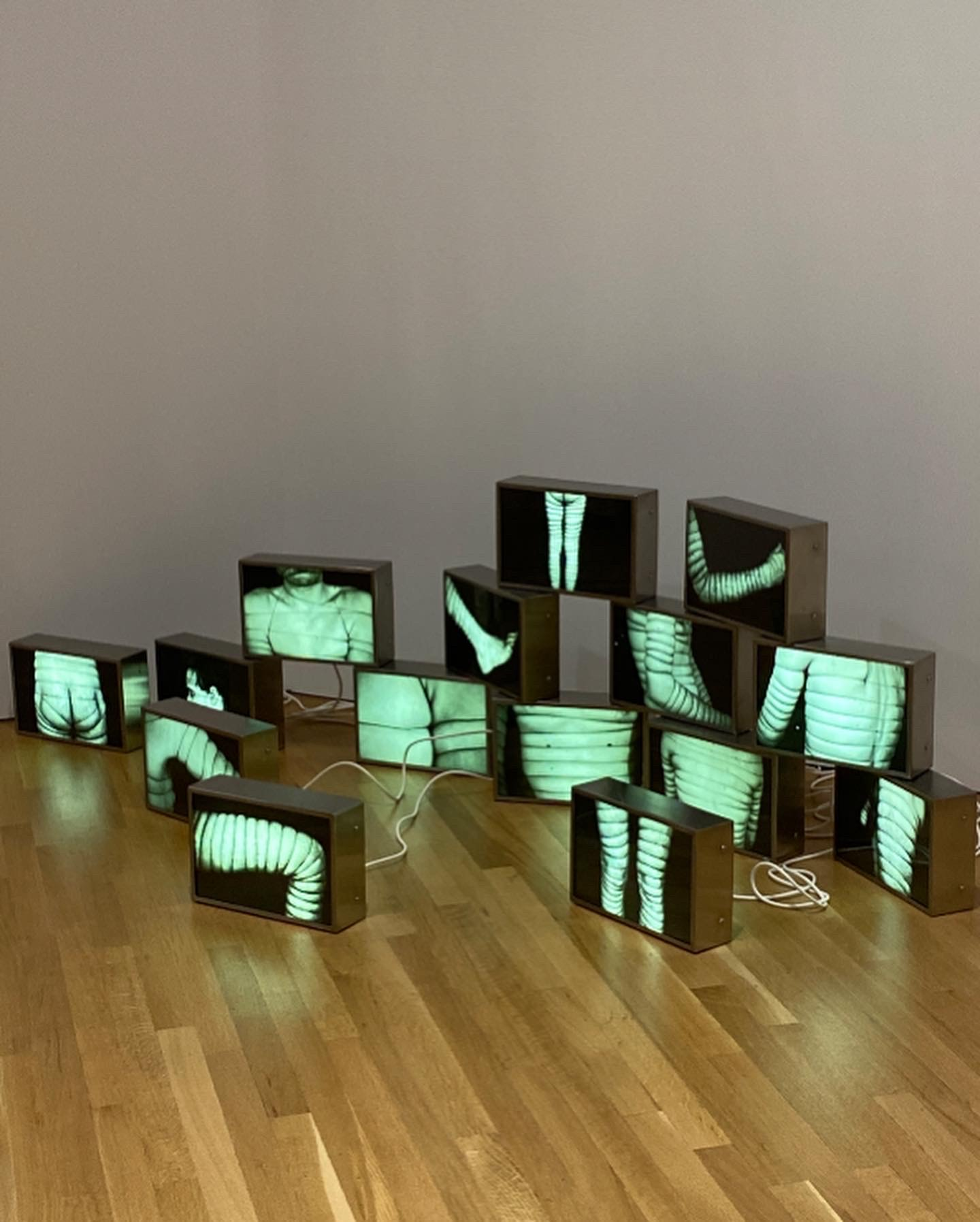
Evidence of Body Binding (1973) en exposition au Musée des Beaux-Arts du Canada en 2022.

General Idea est un collectif d'artistes de trois Canadiens (Felix Partz, Jorge Zontal et AA Bronson), actif de 1967 à 1994. 

## Historique

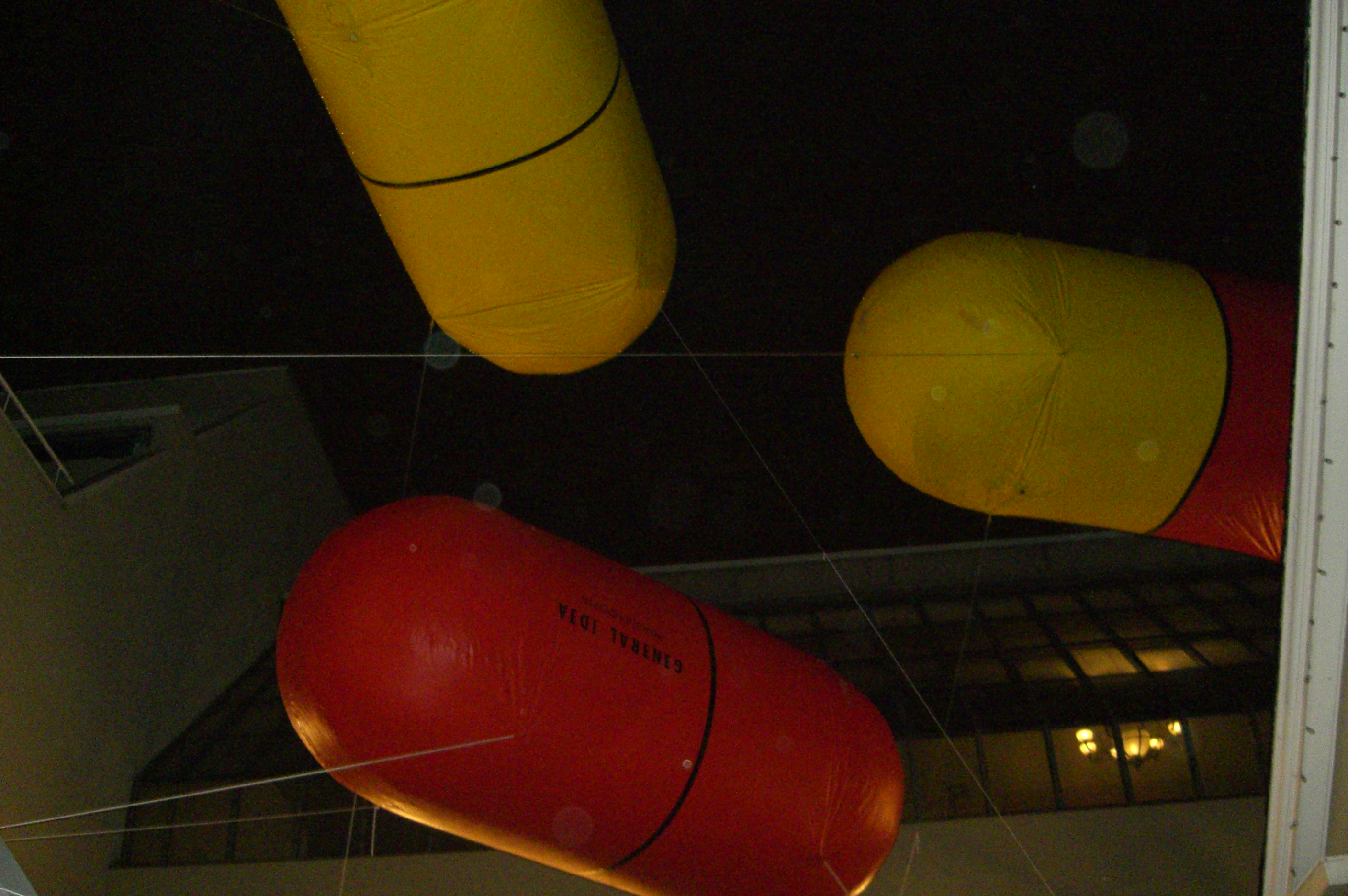
Pharma©opia à la Nuit blanche à Toronto (2006)

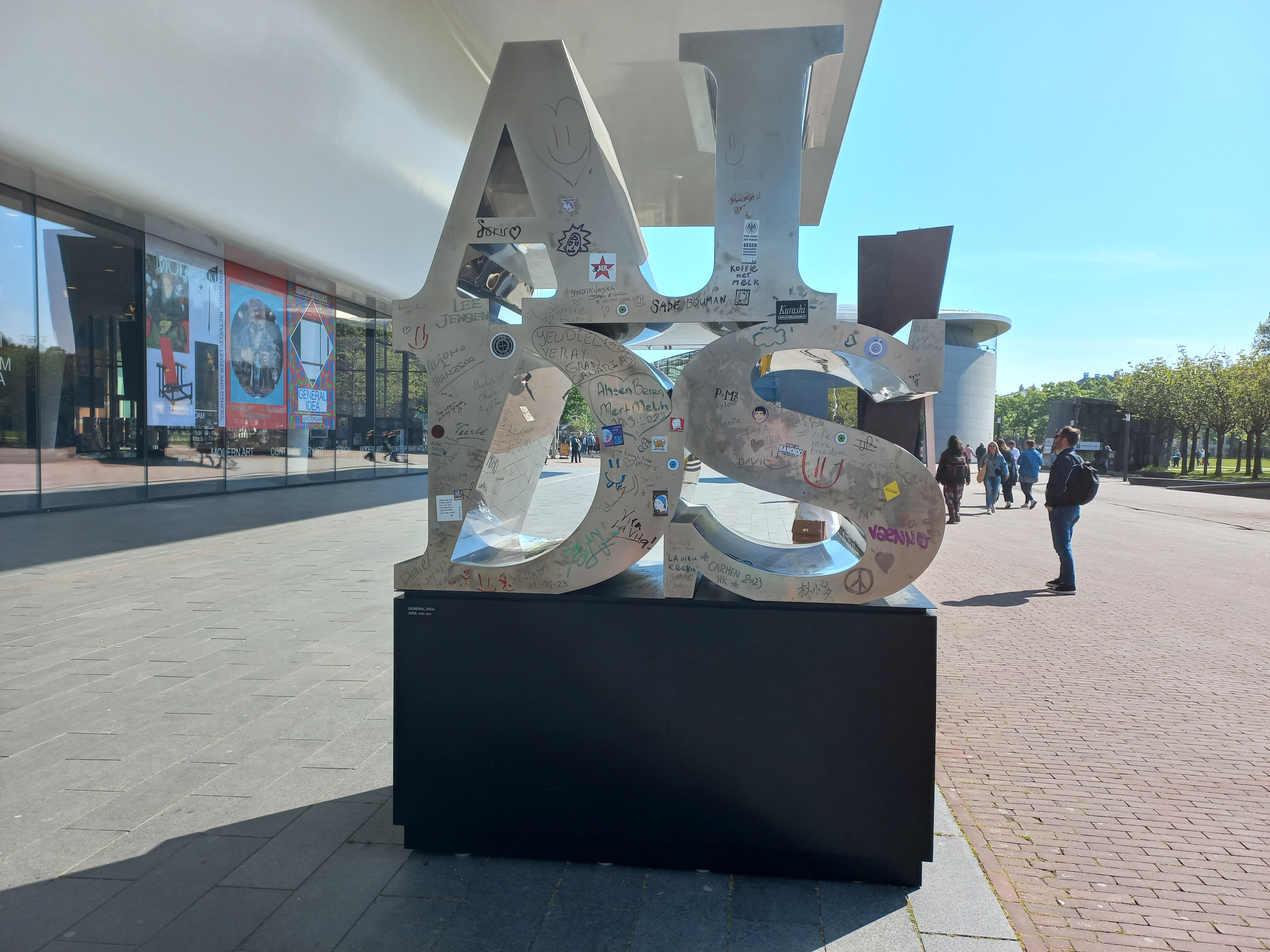
Sculpture SIDA pour le Stedelijk Museum

Pionniers de l’art conceptuel et utilisant les médias, travaillant au départ à Toronto, de 1986 à 1993, ils partagèrent leur temps entre Toronto et New-York avant de retourner à Toronto pour leurs derniers mois de vie commune.
Leur travail était souvent présenté sous des formes non conventionnelles telles que des cartes postales, des impressions, des posters, du papier peint, des ballons et des pins.
De 1987 à 1994, leur travail aborde la crise du sida, sous la forme de quelque 75 projets temporaires d’art public. Leur installation majeure, One Year of AZT/One day of AZT fut présenté en tant que projet au Musée d'art contemporain de Toronto et fait maintenant partie des collections du Musée des beaux-arts du Canada. 
En 2006, les trois pilules gonflables géantes, issues de leur œuvre « PLA©EBO » (1991) furent exposées durant la Nuit Blanche de Toronto.
Après avoir publié le magazine FILE pendant deux ans et avoir amassé une grande collection de livres d’artistes, General Idea fonda le « Art Metropole » en 1974, un espace à but non lucratif consacré à l’art contemporain sous tous ses formats : livres d’artistes, médias vidéos, audios et électroniques.
General Idea Editions : 1967-1995 fut exposée au Andy Warhol Museum à Pittsburgh, au Munich Kunstverein, au Kunst-Werke Berlin (de) de Berlin et à la Kunsthalle de Zurich en Suisse. General Idea a été exposé aux biennales de Paris, Sydnez, Sao Paulo et Venise, ainsi qu’à la documenta 10 de Kassel en Allemagne, puis au Centro Andaluz de Arte Contemporáneo de Séville en Espagne du 30 janvier au 1er avril 2007 et comprenait une re-création de leurs installations Magic Bullet et Magic Carpet, ainsi que leur installation majeure Fin de Siècle.
Partz et Zontal sont tous les deux morts du sida en 1994. Bronson continue de travailler et d’exposer en tant qu’artiste indépendant et est le directeur de Printed Matter, Inc. à New York. Les archives de General Idea sont déposées à la bibliothèque du Musée des beaux-arts du Canada,,,,,.
Le Musée des beaux-arts du Canada réalise à l'été 2022, une rétrospective sur ce collectif .